# エルマン試薬
エルマン試薬（イールマン試薬、英：Ellman's reagent、DTNB）とは、試料中のチオール（R-SH）の濃度を測定するための試薬。ジョージ・L・エルマン（George L. Ellman）によって開発された。

## 合成
エルマンによる論文では、5-クロロ-2-ニトロベンズアルデヒドのアルデヒド基を酸化することでカルボン酸とし、硫化ナトリウムによってクロロ基をチオールへと置換し、ヨウ素での酸化によってチオール同士をカップリングさせて得られた。今日では、化学物質販売店で得ることができる。

## エルマン法
チオールはエルマン試薬と反応すると、ジスルフィド結合を分離し2-ニトロ-5-メルカプト安息香酸（TNB）を生成する。1モルのチオール試料から1モルのTNBが即座に生成されるため、TNBの吸光度（λmax=412 nm、ε=14,150 M-1cm-1）からチオールの濃度を測定することができる。

エルマン試薬とチオール（R-SH）の反応.

エルマン試薬は自由チオール基の共役塩基（R-S-）と反応するため、溶液は弱塩基性であるか、もしくは還元剤を利用する必要がある。その他、チオール基のpKaや立体・電気障害に影響を受ける。TNBのモル吸光係数はpH 7.6からpH 8.6の間では一定だが、高い塩濃度など溶質の組成によって変化することがある。
| 溶質                                | モル吸光係数（412 nm） |
| ----------------------------------- | ---------------------- |
| 0.1M リン酸緩衝液、pH 8.0、1mM EDTA | 14,150                 |
| 2% SDS                              | 12,500                 |
| 6M 塩化グアニジニウム               | 13,700                 |
| 8M 尿素                             | 14,290                 |

## 利用
エルマン法は、血中グルタチオン濃度などの低分子量のチオール濃度を測定するのに適している。またチオール基を生成する生化学反応の反応速度を測定したり、タンパク質上のチオール基の数を測定するのに利用されている。